# Orazio Schena
Orazio Schena, né le 30 octobre 1941 à Bari (Italie) et mort à Binche le 30 janvier 2024,, est un footballeur italo-belge. Il occupe le poste d'attaquant (ailier droit).

## Biographie
Orazio Schena voit le jour à Bari, dans le grand Sud de la botte italienne alors que la Seconde Guerre mondiale bat son plein. Il est un tout jeune enfant quand ses parents migrent vers la Belgique, dans le cadre du Protocole belgo-italien du 23 juin 1946. Son père est engagé dans les charbonnages de la « Société du Centre » et la famille s'installe dans la petite commune de Ressaix, à proximité de Binche, dans la province de Hainaut. Initialement logés dans le quartier dit de « Pont Roland », les Schena emménagent ensuite dans la « Cité Vandervelde ».
Orazio est dans sa 11e année quand il s'inscrit au club local, le R. FC Ressaix.
Réussissant les épreuves du « Concours du jeune footballeur », il attire l'attention des recruteurs des grands clubs belges [Qui ?] et, à l'âge de 20 ans, il rejoint le Sporting d'Anderlecht pour une dernière année de formation. Nés en Belgique et à l'époque « nourrissons », les jeunes frères du nouveau mauve et blanc deviennent aussi joueurs de football : Domenico (né en 1956) et Cosimo (né en 1960).[réf. nécessaire]

## Carrière de joueur

### R. SC Anderlechtois
Pour sa première saison d'activités en « Premières », Schena fait des 13 apparitions en championnat (6 buts). Il fait donc partie intégrante de ceux qui conquièrent le 10e titre national du Sporting d'Anderlecht.

### R. Crossing Club de Molenbeek
Mais au Parc Astrid, la concurrence est féroce. Schena le rappelle souvent par la suite quand il évoque son début de carrière: « J'étais le plus souvent entouré de dix internationaux ! ».
En juin 1964, le jeune ailier quitte la maison mauve, mais reste dans l'agglomération bruxelloise car il rejoint le Crossing de Molenbeek. Au terme de l'exercice 1964-1965, le cercle bleu et blanc termine à la 7e place en « Division 2 ».

### R. FC Liégeois
En dépit d'un classement final moyen, Schena a séduit et est rappelé en « Division 1 » par le « Club Liégeois ». Le natif de Bari passe trois saisons au stade Vélodrome. Il contribue à la belle saison 66-67 au terme de laquelle le « Great Old wallon » termine au 3e rang devant son rival ancestral du Standard. C'est durant cet exercice que l'attaquant reçoit la nationalité belge à part entière[pas clair].
Chez les « Sang & Marine », Schena découvre les compétitions européennes. Il joue cinq rencontres en Coupe des villes de foires : deux contre le Dinamo Zagreb en 66-67, et la saison suivante le match retour contre le Lokomotive Leipzig. Lors de la même épreuve en 1967-1968, l'ailier affronte deux fois les Écossais de Dundee FC[réf. souhaitée].

### R. Tilleur FC
À la fin de l'été 1968, on retrouve l'ailier droit, toujours en région liégeoise mais dans la vallée, au stade Buraufosse, où il défend les couleurs de Tilleur, pendant deux saisons, en Division 2.

### R. AA Louvièroise
Les deux premières saisons de Schena chez les « Loups » se soldent par un classement final dans la première moitié du tableau, malheureusement lors du troisième exercice, soit en 1972-1973, le club vert et blanc ne peut éviter la lanterne rouge, synonyme de retour en troisième division.

## Carrière d'entraîneur
Après 1973, Orazio Schena retrouve le R. FC Ressaix ou il termine sa carrière de joueur et officie aussi comme « joueur-entraîneur ». En 1976, il décroche avec distinction son diplôme d'entraîneur à l'école du Heysel. C'est alors une autre aventure qui commence pour le natif des Pouilles : « J'ai été champion dans toutes les divisions de la P4 à la Promotion » dit-il, dans un clin d'œil, lors d'une interview donnée à l'occasion de son 80e anniversaire.
Après avoir fait ses armes avec Ressaix, Schena prend les rênes de la R. US Binchoise et avec le président Aimé Vachaudez, il emmène le club de la P1 à la D3 en trois ans[réf. nécessaire].
Dans les années qui suivent, Schena remporte deux autres sacres provinciaux avec Farciennes et Chapelle-Godarfontaine.
Lorsqu'il reprend les commandes de R. JS Heppignies-Lambusart-Flaurus, il est moins en réussite. Si la première saison se solde par une 5e place à un point du tour final, l'exercice suivant est assez pénible avec un 14e rang, dix points derrière le barragiste, et un retour en 1re Provinciale.

## Palmarès comme joueur
- Champion de Belgique : 1964 (R. SC Anderlechtois)

## Palmarès comme entraîneur
- 3 x Champion de 1re Provinciale Hainaut : 1983 (R. US Binchoise) - 1992 (R. FC Farciennes) - 1995 (FC Chapelle-Godarfontaine)
- 1 x Champion de Promotion : 1985  (R. US Binchoise)